# Charles Garnier
Charles Garnier, właśc. Jean-Louis Charles Garnier (ur. 6 listopada 1825 w Paryżu, zm. 3 sierpnia 1898 tamże) – francuski architekt.
Zasłynął jako twórca Opery Paryskiej, zbudowanej w latach 1861–1875 w stylu neobarokowym oraz opery i kasyna w Monte Carlo.

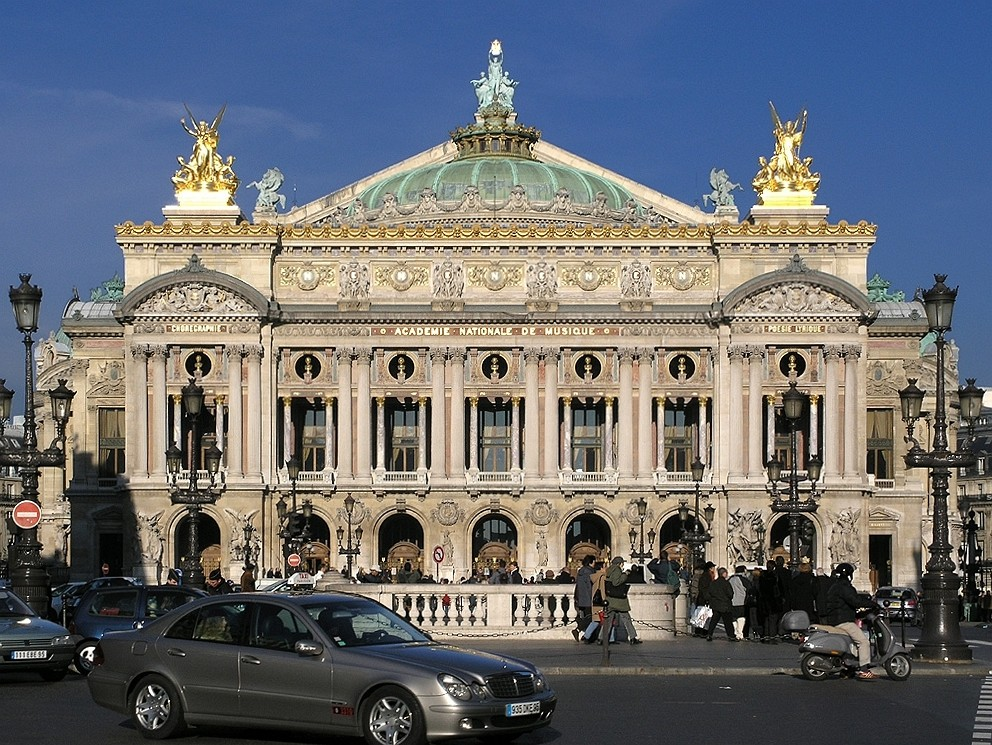
Opéra Garnier
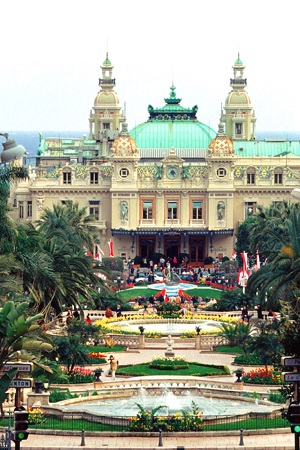
Kasyno w Monte Carlo